# Artur Kotenko
Artur Kotenko (Tallinn, 20 augustus 1981) is een profvoetballer uit Estland die speelt als doelman. Hij staat sinds 2012 onder contract bij de Finse club FF Jaro na eerder onder meer voor FC Levadia Tallinn en Ravan Bakoe te hebben gespeeld.

## Interlandcarrière
Kotenko maakt sinds 2004 deel uit van de nationale ploeg van Estland. Onder leiding van bondscoach Arno Pijpers maakte hij zijn debuut op woensdag 18 augustus 2004 in de WK-kwalificatiewedstrijd tegen Liechtenstein (2-1-overwinning) in Vaduz.

## Erelijst
FC Levadia Tallinn
- Meistriliiga

2004, 2006, 2007
- Beker van Estland

2004, 2005, 2007
- Supercup

2001